# Gradi della polizia locale della Lombardia 2003
Tabella riassuntiva dei gradi della polizia locale della Lombardia. I gradi sono rappresentati apposti sulle controspalline della divisa ordinaria invernale. Il colore della divisa per la polizia municipale è il blu di Prussia. I distintivi di grado già regolati dal Regolamento Regionale n. 4/2003, sono ora disciplinati dal Regolamento Regionale n. 4/2013, i relativi distintivi di grado sono visibili qui.

## Gradi ordinari

### Comandanti
| Controspallina |                    |
| Grado          | Dirigente generale |

| Controspallina |                                           |                                 |                                        |
| Grado          | Dirigente superiore "Comandante di corpo" | Dirigente "Comandante di corpo" | Commissario capo "Comandante di corpo" |

| Controspallina |                                   |                                            |
| Grado          | Commissario "Comandante di corpo" | Commissario aggiunto "Comandante di corpo" |

### Ufficiali dirigenti
| Controspallina |                     |           |
| Grado          | Dirigente superiore | Dirigente |

### Ufficiali direttivi
| Controspallina |                  |             |                      |
| Grado          | Commissario capo | Commissario | Commissario aggiunto |

### Sottufficiali
| Controspallina |                          |
| Grado          | Specialista di vigilanza |

### Agenti
| Controspallina |                   |        |
| Grado          | Agente istruttore | Agente |

## Gradi per uniforme di gala
Per i gradi di Ufficiale della Polizia Municipale di Lombardia esiste un sistema di gradi da applicare sulla divisa di gala, da utilizzarsi nelle occasioni più importanti. La soppannatura in questo caso è di colore bianco.

### Ufficiali
| Paramano |                    |
| Grado    | Dirigente generale |

| Paramano |                     |           |                  |
| Grado    | Dirigente superiore | Dirigente | Commissario capo |

| Paramano |             |                      |
| Grado    | Commissario | Commissario aggiunto |

## Comandanti di corpo di polizia locale
- Commissario capo: organico di almeno 25 dipendenti
- Dirigente: organico da 31 a 70 dipendenti
- Dirigente superiore: organico oltre i 70 dipendenti o Comandante di capoluogo di Provincia
- Dirigente generale: Comandante di capoluogo di Regione